# Malé Ozorovce
Malé Ozorovce jsou obec na Slovensku v okrese Trebišov v Košickém kraji.

## Poloha obce a přírodní poměry
Obec Malé Ozorovce leží východně od krajského města, jižně od známého Dargovského průsmyku, na západním okraji Východoslovenské nížiny. Ze západu okolí obce ohraničuje pahorkatina jihovýchodních výběžků Slanských vrchů.
Obcí protéká Močiarný potok.
Do obce je přístup státní silnicí č. 3653 po odbočení ve městě Sečovce (z hlavního tahu Košice – Michalovce) směrem na Slanec a Košice.

## Dějiny a památky
První zpráva o této vesnici je v listině Jágerské kapituly z roku 1324. Kapitula potvrdila prodej a také ohraničení majetku Velkých Ozorovců od sousedních katastrů vesnic Malé Ozorovce a Velký Ruskov.
K významným historickým památkám v obci patří římskokatolický kostel svaté Máří Magdalény, postavený na základech původní gotické stavby ze začátku 15. století (fragmenty původní stavby jsou dobře viditelné) a barokní dřevěná zvonice z roku 1619, postavená bez jediného kovového hřebíku.
V roce 1998 byl v obci vysvěcen nových chrám řeckokatolické církve.

## Ulice
Celková délka silnic v obci je 4 km. Obcí vede i cesta III. třídy č.. 3653.
- Jarková
- Sluneční
- Cintorínska
- Hlavní
- Družstevná
- Ořechová
- Polní
- Lesní